# فتاة القطار (رواية)
فتاة القطار هي رواية للكاتبة البريطانيّة باولا هوكينز من روايات الخيال العلميّ. تُرجمت الرّواية إلى اللّغة العربيّة بواسطة الحارث النّبهان، كما وترجمت إلى عدّة لغات أُخَر. ترصدُ الكاتبة في «فتاة القطار» معاناة امرأة مطلّقة، تعاني من الإكتئاب والشّعور بالوحدة والقهر والخوف وتجد نفسها وسط عدة مآسِ لا تستطيع الخروج منها. ومن خلال أحداث الرواية يكتشف القرّاء مجموعة من المآسِ التي يتسبب فيها إدمان الكحول لأصحابه، من خلال مجموعة من المواقف التراجيديّة التي تنسجها باولا هوكينز بحرفيّة ودقّة كبيرة تجعل القرّاء ينسجمون في أحداث الرّواية ولا يستطيعون التمييز بين ما هو حقيقيّ أو خياليّ في سلسلة الأحداث التي يمر بها أبطال الرواية. وتنتقل الكاتبة في «فتاة القطار» بقرّائها من حدث إلى آخر، في تطور دراميّ خياليّ تصنعه بطلة الرواية ريتشل تحت تأثير شرب الكحول.
نُشرت الرّواية في عام 2015م وظهرت رقم واحد في قائمة أفضل الكتب مبيعاً (سواء بالنّسخ الورقيّة أو الإلكترونيّة) في نيويورك تايمز خيال بتاريخ واحد فبراير 2015، وظلّت في المركز الأول لمدّة 13 أسبوعًا متتالياً وهي أطول فترة احتلها أي كتاب على الإطلاق في الصدارة حتى أبريل 2015م. في يناير 2016م أصبحت مرّة أخرى الأكثر مبيعاً ورقم 1 لمدة أسبوعين.
تصدرت الرواية قائمة الكتب الأكثر إقراضاً في مكتبات المتحدة، حيث تربعت على قائمة المكتبات بـ71 ألف عملية استعارة من قبل القراء. وأشار موقع بوك سيللر، إلى أنّ الرواية كانت هي الأكثر استعارة في مكتبات بريطانيا خلال 2016م و2017م. كما بيع أكثر من مليوني نسخة خلال أوّل ثلاثة أشهر من وقت إصدار الرواية، وأصبحت الرواية الأسرع مبيعاً في التّاريخ. وفي أوائل أغسطس، باع الكتاب أكثر من ثلاثة ملايين نسخة في الولايات المتحدة وحدها، وبحلول أكتوبر 2016م، ما يقدر بنحو 15 مليون نسخة في جميع أنحاء العالم. طبعة الكتاب الصوتي، التي أصدرتها شركة بوكس أون تاب (بالإنجليزية: Books on Tape)‏ رواها كلير كوربيت ولويز بريلي وإنديا فيشر. فازت بجائزة أودي (بالإنجليزية: Audie Award)‏ لعام 2016م عن «أفضل كتاب مسموع لهذا العام». ذكر موقع «ذا ديلي بيست» الأميركيّ أن رواية الخيال العلميّ تخطّت بذلك الرّقم كل منافسيها للنسخ الورقيّة والإلكترونية، حيث وزّعت ما يزيد عن 122 ألف نسخة في بريطانيا وحدها وحوالي 38 ألف نسخة في الولايات المتّحدة وباقي النّسخ موزّعة على عدّة دول في العالم.
صدر فيلم فتاة القطار في السابع من تشرين الأول/أكتوبر عام 2016م في لندن، وقد نال إعجاب الكثير من الجماهير لحبكته الدرامية وكادرات التصوير المميزة به. جرى تصوير مشاهد الفيلم في مدينة نيويورك في الولايات المتحدة الأمريكية. لقد حُصل على حقوق هذا الفيلم قبل نشر الكتاب، في عام 2014م، بواسطة دريم وركس بيكتشرز (بالإنجليزية: Dream Works Pictures)‏ لصالح مارك بلات برودكشنز (بالإنجليزية: Marc Platt Productions)‏. جديرٌ بالذكر هنا أنَّ الفيلم الأمريكي من بطولة إميلي بلانت، وهُو من إخراج تيت تايلور وإنتاج مارك بلات، وسيناريو إيرين كريسيدا ويلسون.

## ملخّص
تتحدث الرواية عن قصة حياة راشيل واتسون بعد الطلاق. كل يوم، تستقل القطار إلى عملها في نيويورك، وكل يوم يمر القطار بجانب منزلها القديم. المنزل الذي عاشت فيه مع زوجها الذي لا يزال يعيش هناك مع زوجته الجديدة وطفله. بينما كانت تحاول أن تنسى ألمها بعد الطلاق، اعتادت أن تراقب من القطار زوجين يعيشان في منزل يبعد قليلا عن منزلها القديم. الزوجان هما ميغان وسكوت هيبويل، وبدأت تتخيل حياتهما الرائعة، ونسجت الأحلام والخيالات حول هذه الأسرة السعيدة والمثالية. ثم ذات يوم، بينما يمر القطار، رأت شيئًا صادمًا جعلها تغضب بشدة. في اليوم التالي، استيقظت وهي تعاني من آثار وجروح وكدمات مختلفة، لم تكن تذكر شيئا عن الليلة السابقة، لكنها كانت تشعر أن شيئا سيئا قد حدث. ثم شاهدت التقارير التلفزيونية: ميغان هيبويل مفقودة. تقرر راشيل أن تبحث في القضية وتحاول معرفة ما حدث لميجان، وأين هي، وماذا كانت هي نفسها بالضبط حتى تلك الليلة التي اختفت فيها ميغان.

## الرأي العام
أفاد موقع بوكس ماركس (بالإنجليزية: Book Marks)‏ أنَّ 29٪ من النقاد أعطوا الكتاب مراجعة إيجابيّة جداً، بينما أعرب 43٪ و14٪ من النقاد عن انطباعات إيجابية ومقبولة على التوالي. انتقدَ 14٪ من النقاد الكتاب وذلك بناءً على عينة من سبع مراجعات. تلقت الرواية مراجعات إيجابية في الغالب من النقاد والجماهير على حدٍ سواء. أصبحت الرواية بحلول عام 2015م الأسرع مبيعاً في وقتٍ محدد في صفوفِ المراهقين، وقضت أكثر من أربعة أشهر في قائمة نيويورك تايمز للكتب الأكثر مبيعاً بعد إصدارها. أشاد موقع كيركوس ريفيوز (بالإنجليزية: Kirkus Reviews)‏ بالرواية حيث كتب: «حتى أكثر القراء ذكاءً سيكونون في حالة صدمة لأن هوكينز تُفسد الحقائق ببطء، وتكشف الحقائق القاسية للحب وروابط الهوس بالعنف.» حصلت الرواية على جائزة أفضل رواية لعام 2015م من قِبل نفس الموقع، كما حصلت أيضاً على جائزة اختيار جود ريدز (بالإنجليزية: Goodreads Choice Award)‏ لعام 2015م في فئة الغموض والإثارة.
في مراجعة أقل إيجابية لصحيفة نيويورك تايمز، شكَّكَ جان هانف كوريليتز في البنية السردية للرواية وانتقد بطل الرواية لتصرفه «بشكلٍ غير منطقي، ومدمر للذات، ونرجسي». قُورنت الرواية بشكلٍ متكررٍ برواية الزوجة المفقودة للكاتبة جيليان فلين، حيث تستخدم كلتا الروايتين أسلوب الراوي وتتعاملان مع حياة الضواحي. لكن باولا هوكينز تخلصت من هذه المقارنات، قائلة في مقابلة مع هوليوود ريبورتر: «إيمي دن مختلة نفسيًا، وهي امرأة متحكمة ومتلاعبة وذكية وماكرة. بينما راتشيل مجرد فوضويّة لا تستطيع فعل أي شيءٍ بحق.»